# N464 (België)
De N464 is een gewestweg in België tussen Sint-Lievens-Esse (N42b) en Herzele (N46). De weg heeft een lengte van ongeveer 8 kilometer.
De gehele weg bestaat uit twee rijstroken voor beide rijrichtingen samen, ook al is niet overal belijning midden op de weg aanwezig.

## Plaatsen langs de N464
- Sint-Lievens-Esse
- Herzele